# Jesus Christ Superstar (film)
Pour les articles homonymes, voir Jesus Christ Superstar (homonymie).
Pour plus de détails, voir Fiche technique et Distribution.
Jesus Christ Superstar est un film musical américain de Norman Jewison sorti en 1973. Il s'agit de l'adaptation cinématographique de l'opéra-rock homonyme de Tim Rice et Andrew Lloyd Webber créé en 1970.
Plaçant le spectateur du point de vue de Judas, il raconte en 28 scènes les sept derniers jours de la vie de Jésus Christ, de son arrivée à Jérusalem à sa Crucifixion.
Le film fut de façon générale bien accueilli par le public, malgré quelques critiques négatives de la part de certains groupes religieux[réf. souhaitée].

## Synopsis
Emporté par la tourmente de la poussière du désert du Néguev, un vieil autocar transporte vers les lieux saints une troupe de jeunes comédiens. Enfin, ils s'arrêtent afin de se maquiller et de se costumer, troquent leurs jeans pour des costumes bibliques et se préparent à retracer ensemble la vie du Christ. Cette évocation, en vingt-huit tableaux chantés et dansés, retracera l'intégralité des sept derniers jours de la vie du Christ jusqu'à sa crucifixion. Enfin, les jeunes gens repartiront laissant le désert face à l'écrasante histoire de cet homme qui, un jour, changea la vie de toute une planète.

## Fiche technique
- Titre : Jesus Christ Superstar
- Réalisation : Norman Jewison
- Scénario : Melvyn Bragg et Norman Jewison, d'après l'opéra-rock homonyme
- Lyrics : Tim Rice
- Musique : Andrew Lloyd Webber
  - Orchestrations : Andrew Lloyd Webber,Angela Morley
  - Direction musicale : André Previn
  - Coordination musicale : Herbert W. Spencer
- Direction artistique : Richard MacDonald
- Décors : John Clark
- Costumes : Yvonne Blake
- Photographie : Douglas Slocombe
- Son : Les Wiggins, Gordon K. McCallum et Keith Grant
- Montage : Antony Gibbs (en)
- Production : Norman Jewison et Robert Stigwood
- Société de production : Universal Pictures
- Société de distribution : Universal Pictures
- Pays :  États-Unis
- Langue : anglais
- Format : couleur (Technicolor) - 35 mm (Todd-AO 35) - 2,35:1 (CinemaScope) - son stéréo 4 pistes ((Westrex Recording System)
  - Copies 70 mm - 2,20:1 - son stéréo 6 pistes
- Genre : drame musical et historique
- Durée : 108 minutes
- Dates de sortie :
  - États-Unis : 7 août 1973 (New York) ; 15 août 1973 (sortie nationale)
  - France : 21 novembre 1973

## Distribution
- Ted Neeley (VF : Daniel Beretta) : Jésus
- Carl Anderson (VF : Farid Dali) : Judas
- Yvonne Elliman (VF : Anne-Marie David) : Marie Madeleine
- Barry Dennen (VF : Michel Zacha) : Ponce Pilate
- Bob Bingham (VF : lui-même) : Caïphe
- Kurt Yaghjian : Anne
- Larry Marshall : Simon le Zélote
- Josh Mostel (VF : Reney Deshauteurs) : Hérode
- Philip Toubus : Pierre
- Richard Orbach : Jean
- Robert LuPone : Jacques

## Production
La réalisation est confiée à Norman Jewison qui venait de remporter un grand succès avec l'adaptation cinématographique multi-récompensée de la comédie musicale Un violon sur le toit, sortie en 1971.
Le film a été tourné en extérieurs en Israël, sur la mer Morte, à 
Beït Shéan, Avdat, Pratzim et dans les grottes de Beth Guvrin, ainsi qu'aux Olympic Studios de Londres.

## Musique
Morceaux et interprètes :

01 	Overture - André Previn

02 	Heaven On Their Minds - Carl Anderson

03 	What's The Buzz - Ted Neeley, Yvonne Elliman

04 	Strange Thing Mystifying - Carl Anderson, Ted Neeley

05 	Then We Are Decided - Bob Bingham, Kurt Yaghjian

06 	Everything's Alright - Yvonne Elliman, Ted Neeley

07 	This Jesus Must Die - Bob Bingham, Kurt Yaghjian

08 	Hosanna - Ted Neeley, Bob Bingham

09 	Simon Zealotes - Larry T. Marshall

10 	Poor Jerusalem - Ted Neeley

11 	Pilate's Dream - Barry Dennen

12 	The Temple - Ted Neeley

13 	I Don't Know How To Love Him - Yvonne Elliman

14 	Damned For All Time / Blood Money - Carl Anderson, Bob Bingham, Kurt Yaghjian

15 	The Last Supper - Ted Neeley, Carl Anderson

16	Gethsemane (I Only Wanted To Say) - Ted Neeley

17	The Arrest - Ted Neeley, Bob Bingham, Kurt Yaghjian, Paul Thomas

18	Peter's Denial - Yvonne Elliman, Paul Thomas

19	Pilate And Christ - Barry Dennen, Ted Neeley

20	King Herod's Song - Joshua Mostel

21	Could We Start Again, Please? - Yvonne Elliman, Paul Thomas

22	Judas' Death - Carl Anderson, Bob Bingham, Kurt Yaghjian

23	Trial Before Pilate - Barry Dennen, Ted Neeley, Bob Bingham

24 	Superstar - Carl Anderson

25 	The Crucifixion - Ted Neeley

26 	John Nineteen: Forty-One - André Previn

## Distinctions

### Récompenses
- British Society of Cinematographers Awards 1973 : Meilleure photographie pour Douglas Slocombe
- BAFA 1974 : Meilleur son pour Les Wiggins, Gordon K. McCallum et Keith Grant
- David di Donatello 1974 : Meilleur film étranger

### Nominations
- BAFA 1974 :
  - Meilleure photographie pour Douglas Slocombe
  - Meilleurs costumes pour Yvonne Blake
  - United Nations Award
- Festival international du film de Valladolid 1974 : Meilleur film pour Norman Jewison
- Golden Globes 1974 : 
  - Meilleur film musical ou de comédie
  - Meilleur acteur dans un film musical ou une comédie pour Carl Anderson et Ted Neeley
  - Meilleure actrice dans un film musical ou une comédie pour Yvonne Elliman
  - Révélation masculine de l'année pour Carl Anderson et Ted Neeley
- NAACP Image Awards 1974 : 
  - Meilleur acteur pour Carl Anderson
  - Meilleure actrice pour Yvonne Elliman
- Oscars du cinéma 1974 : Meilleure partition de chansons et/ou adaptation musicale pour André Previn, Herbert W. Spencer et Andrew Lloyd Webber

## À propos
- Le doublage français du film a été effectué par les membres de l'adaptation française de la comédie musicale créée au Théâtre national de Chaillot en avril 1972. Il s'agit de la première expérience de Daniel Beretta qui deviendra une des grandes voix du doublage français.
- John Travolta (inconnu à l'époque) avait auditionné pour le rôle principal avant que Ted Neeley ne l'obtienne[réf. souhaitée].